# Pomatocalpa macphersonii
Pomatocalpa macphersonii är en orkidéart som först beskrevs av Ferdinand von Mueller, och fick sitt nu gällande namn av Trevor Edgar Hunt. Pomatocalpa macphersonii ingår i släktet Pomatocalpa och familjen orkidéer. Inga underarter finns listade i Catalogue of Life.